# لايوس بوشكاش
لايوس بوشكاش (بالمجرية: Puskás Lajos)‏ (مواليد 13 أغسطس 1944) هو لاعب كرة قدم. يلعب مع منتخب المجر لكرة القدم. سبق له أن لعب في كأس العالم لكرة القدم مع منتخب بلاده.

## روابط خارجية
- لايوس بوشكاش على موقع الاتحاد الدولي (مؤرشف)  (الإنجليزية)
- لايوس بوشكاش على موقع قاعدة بيانات كرة القدم.إي يو (الإنجليزية)
- لايوس بوشكاش على موقع ناشيونال فوتبول تيمز (الإنجليزية)